# 생방송 선생님 질문 있어요
1995년 3월 4일부터 2000년까지 방영된 프로그램으로, 초기에는 토요일 오후 6시 15분에 방송되었다가, 후기엔 매주 금요일 오후 5시 55분에 EBS(現 EBS 1TV)에서 방송되었다. 이 방송 프로그램으로 전화나 팩스를 통해서 쌍방향으로 스튜디오에 있는 강사와 연결해서 직접 질의응답을 할 수 있었다.
방송 당시 진행자는 초기엔 서경석, 이윤석이었으나 97년 이후엔 현직 강사가 진행하는 것으로 변경되었다.
1. ↑  “EBS「선생님 질문있어요」1백회특집”. 1997년 1월 22일. 2025년 7월 4일에 확인함.